# Nueva Vida, Campeche
Nueva Vida är en ort i Mexiko.   Den ligger i kommunen Calakmul och delstaten Campeche, i den östra delen av landet, 1 000 km öster om huvudstaden Mexico City. Nueva Vida ligger 254 meter över havet och antalet invånare är 276.
Terrängen runt Nueva Vida är platt. Runt Nueva Vida är det mycket glesbefolkat, med 5 invånare per kvadratkilometer. Närmaste större samhälle är Unión 20 de Junio, 7,9 km öster om Nueva Vida. I omgivningarna runt Nueva Vida växer i huvudsak städsegrön lövskog.